# Litsea helferi
Litsea helferi är en lagerväxtart som beskrevs av Joseph Dalton Hooker. Litsea helferi ingår i släktet Litsea och familjen lagerväxter. Utöver nominatformen finns också underarten L. h. ovata.